# Joseph Osei-Bonsu
Joseph Osei-Bonsu (* 8. Februar 1948 in Jamasi) ist ein ghanaischer Geistlicher und emeritierter römisch-katholischer Bischof von Konongo-Mampong.

## Leben
Joseph Osei-Bonsu wurde am 3. August 1975 zum Priester geweiht.
Am 3. März 1995 ernannte ihn Papst Johannes Paul II. zum Bischof von Konongo-Mampong. Der Präfekt der Kongregation für die Evangelisierung der Völker, Kardinal Jozef Tomko, weihte ihn am 28. Mai desselben Jahres zum Bischof; Mitkonsekratoren waren der Bischof von Ho, Francis Anani Kofi Lodonu, und der Erzbischof von Tamale, Gregory Ebolawola Kpiebaya. Die Amtseinführung erfolgte am 11. Juni.
Am 21. März 2024 nahm Papst Franziskus seinen altersbedingten Rücktritt an.